# Kwas heksafluorokrzemowy
Kwas heksafluorokrzemowy – nieorganiczny związek chemiczny krzemu i fluoru; mocny, nietrwały kwas. Może istnieć tylko w roztworach wodnych o maksymalnym stężeniu 61%. Ogrzany lub pod działaniem stężonego kwasu siarkowego rozkłada się na fluorowodór i tetrafluorek krzemu:
H2SiF6 → 2HF + SiF4
Powstaje w reakcji fluorowodoru z krzemionką:
SiO2 + 6 HF → H2SiF6 + 2 H2O
Przemysłowo otrzymywany jest z fluorytu oraz jako produkt uboczny podczas produkcji kwasu fosforowego z minerałów zawierających fluor.
Stosowany głównie podczas produkcji aluminium, do przekształcania tlenku glinu w fluorek glinu i kriolit, np.:
H2SiF6  +  Al2O3 → 2 AlF3  +  SiO2  +  H2O
Sól sodowa (heksafluorokrzemian sodu) jest stosowana jako środek owadobójczy i środek do fluorowania wody.